# GWR Thunderer locomotive
GWR Thunderer («Громобой») — первый из двух паровозов (второй — «Ураган»), заказанных Большой западной железной дорогой по спецификациям Изамбарда Кингдома Брюнеля заводу R. & W. Hawthorn & Co.. Паровоз имел уникальную компоновку: чтобы удовлетворить требованиям Брюнеля, паровую машину расположили на собственной 0-2-0 раме, а котёл — на отдельной буксируемой трёхосной раме. Привод движущих колёс шёл через редуктор с передаточным отношением 10:27, чтобы достигнуть высокой скорости движения при невысокой скорости поршня и штока.
Паровоз был доставлен заказчику 6 марта 1838 года и проработал до декабря 1839-го с пробегом лишь 9882 мили (15 904 км). Котёл «Громобоя» после списания использовался в качестве стационарного источника пара.